# Port-sur-Seille
Port-sur-Seille è un comune francese di 237 abitanti situato nel dipartimento della Meurthe e Mosella nella regione del Grand Est.

## Società

### Evoluzione demografica
Abitanti censiti